# Olav Hagen (skidåkare)
Olav Hagen, född 28 november 1921, död 21 augusti 2013, var en norsk längdskidåkare som tävlade under 1940-talet. Han kom trea på 4 x 10 kilometer stafett under OS i Sankt Moritz 1948.